# رالف كارمايكل
رالف كارمايكل (بالإنجليزية: Ralph Carmichael)‏ هو ملحن وكاتب أغاني أمريكي، ولد في 27 مايو 1927 في كوينسي في الولايات المتحدة.

## وصلات خارجية
- الموقع الرسمي
- رالف كارمايكل على موقع IMDb (الإنجليزية)
- رالف كارمايكل على موقع ميوزك برينز (الإنجليزية)
- رالف كارمايكل على موقع أول موفي (الإنجليزية)
- رالف كارمايكل على موقع قاعدة بيانات الأفلام السويدية (السويدية)
- رالف كارمايكل على موقع أول ميوزيك (الإنجليزية)
- رالف كارمايكل على موقع ديسكوغز (الإنجليزية)
- رالف كارمايكل على موقع قاعدة بيانات الفيلم (الإنجليزية)
- رالف كارمايكل على موقع كينوبويسك (الروسية)